# Буре, Каприс
Каприс Буре (англ. Caprice Bourret, род. 24 октября 1971 года) — американская модель, актриса и бизнесмен. В настоящее время проживает в Лондоне, где управляет своей компанией By Caprice Lingerie.

## Биография
Каприс родилась в еврейской семье, детство провела в Хасиенда-Хайтс (Калифорния). В 1996 году переехала в Лондон, где начала карьеру модели.

## Карьера модели
За свою карьеру, Буре появлялась на обложках более 250 журналов таких как Vogue, GQ, Cosmopolitan, Esquire, Maxim, FHM и приложении Sports Illustrated, посвященному купальникам. Ей называли самой сексуальной женщиной в мире по версии News of the World, GQs Woman of the Year and Maxim International Woman of the Year. Она также снималась в рекламах диетической Кока-Колы и Pizza Hut.

### Линии нижнего белья
В 2000 году Буре заключила соглашение с Debenhams, продав им право использовать своё имя в линии нижнего белья. Однако в 2006 году Буре отозвала это право и основала на свои сбережения компанию By Caprice Lingerie. Позже она также стала выпускать купальники, одежду для сна и постельные принадлежности
In 2010, Bourret launched Bedding By Caprice.

## Другие проекты
В 1999 году Буре подписала контракт с Virgin Records с помощью которых выпустила свой первый сингл «Oh Yeah», который занял 24 место в Великобритании. В 2001 году она записала ещё один сингл «Once Around the Sun», также занявший 24 место в чарте Великобритании. В августе 2012 года Каприс стала вести колонку в одном из самых больших журналов Великобритании Business Matters.

## Личная жизнь
С лета 2011 года Каприс состоит в фактическом браке с Таеем Комфортом. У пары есть два сына — Джекс Буре-Комфорт (род.19.08.2013, рождён суррогатной матерью) и Джетт Буре-Комфорт (род. в сентябре 2013).